# Gran (herb szlachecki)

Herb Gran

Gran (Gran-Czapiewski, Czapiewski odmienny) – kaszubski herb szlachecki, według Przemysława Pragerta odmiana herbu Czapiewski.

## Opis herbu
Opis z wykorzystaniem zasad blazonowania, zaproponowanych przez Alfreda Znamierowskiego:
W polu błękitnym lew złoty, wspięty, trzymający takiż półksiężyc z twarzą; nad nim pięć takichż gwiazd w półokrąg. Klejnotu, hełmu, korony i labrów brak.
Według Przemysława Pragerta księżyc powinien być w lewo, tak jak w herbie Czapiewski, ale opis u Żernickiego, mówi o księżycu w prawo.

## Najwcześniejsze wzmianki
Wymieniany przez Emiliana Szeligę-Żernickiego (Die polnischen Stamwappen, Der polnische Adel) oraz przez Cramera (Geschichte der Lande Lauenberg und Bütow).

## Herbowni
Czapiewski (Czapienski, Czapiewsky, Czapiński). Rodzina używała też licznych przydomków: Gran (Gron, Grzona, Grzanka), Jajeczek, Prusak (Pruszak), Wnuk, Złosz, Janta, Paszk, Ranoch (Renoch), Rumel, Samek (Zamek), Stosz (Wstosz), Ukleja, Wojan (Wojen), Żłop, Żuroch.
Ten konkretny herb miał wedle Żernickiego przysługiwać rodzinie o przydomku Gran. Tej samej rodzinie Żernicki przypisywał także Drzewicę. Natomiast według polskich autorów, rodzina ta używała herbu Jastrzębiec (Borkowski, Boniecki). 
Nieznany Czapiewski posłużył się pieczęcią z herbem Czapiewski. Jantowie używali herbu Janta vel Białk (Żernicki). Pruszakowie i Żurochowie mieli używać herbu Leliwa, bądź jej odmiany (Czapiewski II). Pruszakom przypisywano też herb Pielesz. Zachowały się odciski pieczęci z herbami Wnuk-Czapiewskich i Złoszcz-Czapiewskich. Ci ostatni mieli, razem z Żłop-Czapiewskimi, posługiwać się Brochwiczem III, albo Ostoją. Żurochom przypisywano też herb Sas i Czapiewski III. Ponadto, Czapiewscy z poznańskiego, nie wiadomo czy spokrewnieni z kaszubskimi, używali Pomiana.